# Stones in Exile
Pour plus de détails, voir Fiche technique et Distribution.
Stones in Exile est un film américain réalisé par Stephen Kijak, sorti en 2010.

## Synopsis
Documentaire sur l'album Exile on Main Street des Rolling Stones. Le film a été diffusé en France par la chaine France 5 sous le titre Rolling Stones, la French Connection.

## Fiche technique
- Titre : Stones in Exile
- Réalisation : Stephen Kijak
- Production : John Battsek, George Chignell, Sherry Daly, Mick Jagger, Victoria Pearman, Keith Richards, Jane Rose, Andrew Ruhemann, Joyce Smyth et Charlie Watts
- Photographie : Grant Gee
- Montage : Ben Stark
- Pays d'origine : États-Unis
- Genre : Documentaire, musical
- Date de sortie : 2010

## Distribution
- Mick Jagger
- Keith Richards
- Charlie Watts
- Bill Wyman
- Mick Taylor
- Sheryl Crow
- Benicio del Toro
- Anita Pallenberg
- Liz Phair
- Martin Scorsese
- Jake Weber
- Jack White

## Autour du film
- En sélection officielle de la quinzaine des réalisateurs au festival de Cannes 2010[2].